# Джигер Баба тюрбе
Джигер Баба тюрбе (на македонска литературна норма: Џигер-баба турбе; на турски: Ciger Baba Türbe) е османска гробница от ΧΙΧ век, намираща се в град Битоля, Северна Македония.

## Местоположение
Тюрбето е разположено в южната част на града, на склоновете на рида Тумбе Кафе, в местността Табии. Тюрбето е сходно като архитектура с Къзлар бей тюрбе в Битоля.

## История
Тюрбето е построено през XIX век. Посетено е и е описано от Фредерик Уилям Хаслък.